# Кораблинка
Кораблинка — деревня Горностаевского сельского поселения Михайловского района Рязанской области России.

## Население
| 2010 |
| ---- |
| 0    |